# Museum Ratingen

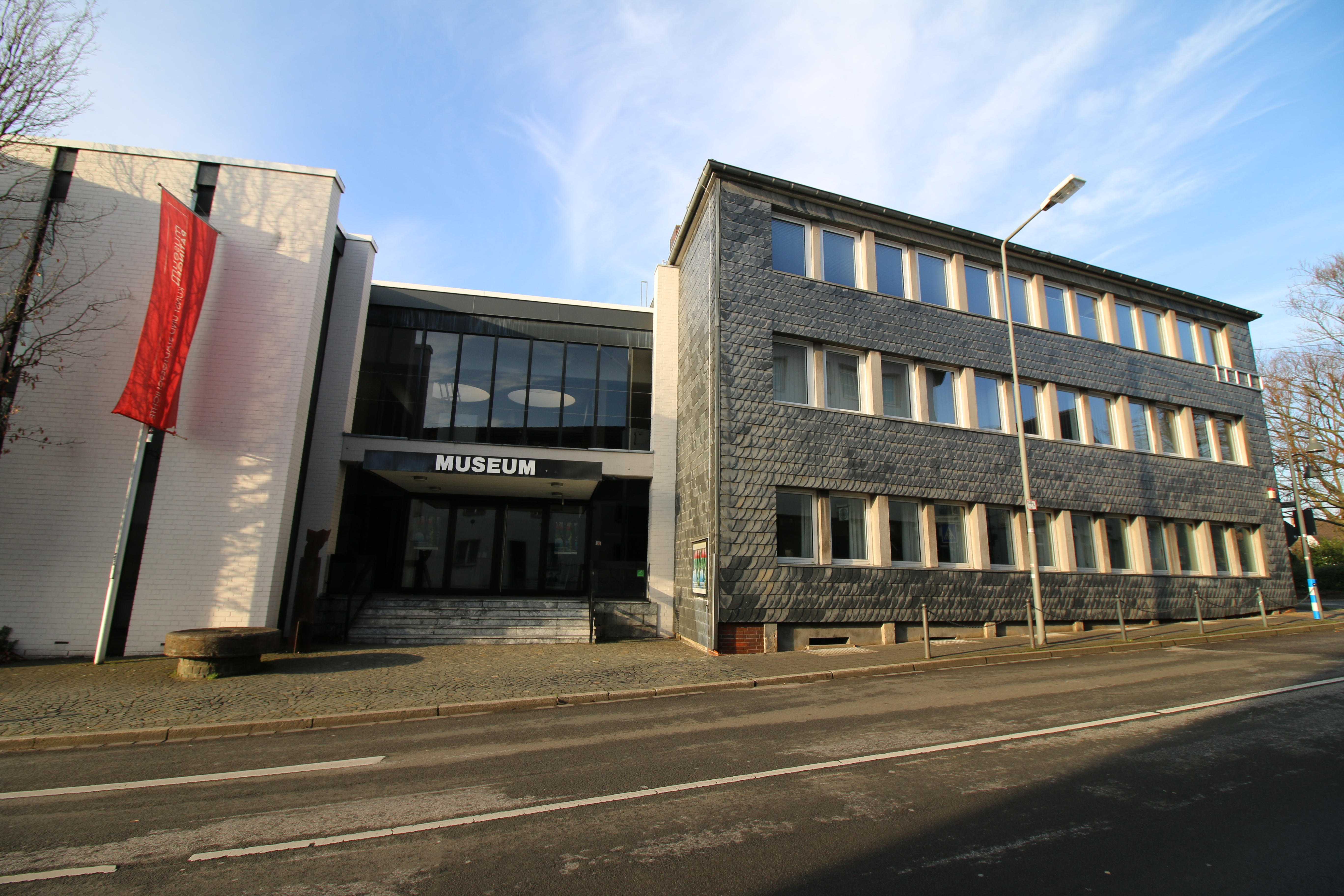
Das Museum Ratingen im Jahr 2016

Das Museum Ratingen beherbergt  die städtische Sammlung moderner Kunst und die kulturhistorische Ausstellung zur Geschichte und Entwicklung Ratingens.
Das Museum befindet sich in unmittelbarer Nähe des historischen Stadtkerns. Unweit davon befinden sich Teile der historischen Stadtmauer und Wehrtürme. Leiterin war von 2011 bis 2019 die promovierte Kunsthistorikerin Alexandra König. 2019 übernahm die Kunsthistorikerin und bis dahin die stellvertretende Direktorin Wiebke Siever die Leitung des Museums.

## Geschichte
Das Museum Ratingen wurde 1926 als Heimatmuseum gegründet. Untergebracht war die zunächst kleine Sammlung im sogenannten Bürgerhaus, dem im Kern mittelalterlichen, 1751 erneuerten Rathausgebäudes direkt am Marktplatz. 1977 bezog das Museum seinen heutigen Standort, zunächst beschränkt auf die historischen Räume an der Lintorfer Straße. Hier dienten das kleine Stadthaus aus der Mitte des 19. Jahrhunderts und ein angrenzendes Bürogebäude als improvisierte Ausstellungsflächen. 1978 wurde ein Erweiterungsbau an der Grabenstraße errichtet. Die markante Architektur des neuen Stadtmuseums mit unverputzten Wänden, Betondecken und offenliegenden Lüftungsrohren entsprach dem Geschmack der Zeit, die das gerade in Paris eröffnete Centre Pompidou feierte. 1990 wurde das Museum um weitere Ausstellungsflächen erweitert, so dass es heute auf ca. 1.600 m2 seine Sammlungen und Wechselausstellungen präsentiert.
Im Jahr 2012 wurde das Museum Ratingen von Januar bis September saniert. Neben einer neuen Brand- und Einbruchmeldeanlage wurde ein flexibles Schienensystem für Beleuchtung installiert, welches auf unterschiedliche Anforderungen der Binnenstruktur von Ausstellungen reagiert.

## Kunstsammlung
Moderne Kunst von der Nachkriegszeit nach dem Zweiten Weltkrieg in Deutschland bis in die heutigen Tage bildet den Schwerpunkt der Sammlung von Gemälden, Zeichnungen und Grafiken. Ein besonderes Augenmerk gilt dem Werk des aus Ratingen stammenden, informellen Malers Peter Brüning. Skulpturen werden besonders in dem Projekt „Kunstweg“ in ihrem Bezug zur umgebenden Landschaft beleuchtet. Das Museum beherbergt darüber hinaus die Nachlässe der Bildhauerinnen Maria Fuss und Doris Rücker. Die umfangreiche Porzellansammlung zu Johann Peter Melchior, einem Porzellanmodelleur des ausgehenden 18. Jahrhunderts, knüpft schließlich eine enge Verbindung zwischen Kunst und Kunsthandwerk.

## Ausstellungen
- 11. Januar 2004 – 15. Februar 2004: „Marcus Schwier: works. Architektur & Landschaft“
- 16. März – 24. August 2014: „Anatol. Arbeiten aus der Sammlung Gertz“
- 23. Mai – 19. Oktober 2014: „Barbara Heinisch – Der Ursprung der Malerei“
- 31. Juli 2015 – 1. November 2015: „Der Junge und der Unbekannte. Hann Trier zum 100. Geburtstag“
- 25. September 2015 – 31. Januar 2016: „Ausstrahlung – Stichprobe Steinzeit, Bild und Ton. Birgit Jensen und Jörg Steinmann“
- 29. Januar 2016 – 22. Mai 2016: „Zerlegt! Montiert! Fotocollagen von Nadin Maria Rüfenacht, Anett Stuth und Christopher Muller“
- 7. September 2018 – 6. Januar 2019: „Renata Jaworska: SuperLand, superRheinland“
- 12. April 2019 – 10. Oktober 2019: „Marcus Schwier: Ratingen-West, Ein Stadtportrait“
- 28. Juni 2019 – 6. Oktober 2019: „Boris Nieslony: Das es geschieht“
- 29. November 2019 – 15. März 2020: „Horst Keining: BluRred ScOoP“
- 14. Februar 2020 – 1. März 2020: „Kai Fobbe – Der Anstrich“
- 10. Mai 2020 –  23. August 2020: „Irmel Droese. Felix Droese - Die Fruchtbarkeit der Polarität“
- 10. Mai 2020 – 6. September 2020: „Ae Ran Kim – corpus aquae“
- 25. September 2020 – 11. April 2021: Sammlungspräsentation. Kuratiert von Max Schulze
- 25. September 2020 – 20. Juni 2021: „Max Schulze. Der Wunsch zu verschwinden“
- 26. März 2021 – 25. April 2021: „Anne Schülke – Westtangente“
- 7. Mai 2021 – 1. November 2021: „Der Traum vom Wohnen“
- 27. August 2021 – 1. Dezember 2021: „Evangelos Papadopoulos – FLOW“
- 21. November 2021 – 20. Februar 2022: „Aus dem Bild! Eine Sammlungspräsentation“

## Ausstellungskataloge
- Museum Ratingen, Freunde und Förderer des Museums Ratingen (Hrsg.): Kunst nach 1945 im Museum der Stadt Ratingen – Eine Bestandsaufnahme. Köln 2011.
- Museum Ratingen (Hrsg.): Still leben. Carl Schuch und die zeitgenössische Stilllebenfotografie. Ratingen 2013.
- Museum Ratingen, LVR-Landesmuseum Bonn (Hrsg.): Der Junge und der Unbekannte. Hann Trier zum 100. Geburtstag. Dortmund 2015.
- Museum Ratingen (Hrsg.): Renata Jaworska SuperLand, SuperRheinland. Ratingen 2018.
- Museum Ratingen (Hrsg.): Marcus Schwier: Ratingen-West. Ratingen 2019.
- Museum Ratingen (Hrsg.): Irmel Droese . Felix Droese – Die Fruchtbarkeit der Polarität. Ratingen 2020.
- Museum Ratingen (Hrsg.): Max Schulze – Der Wunsch zu verschwinden. Ratingen 2020.
- Museum Ratingen (Hrsg.): Der Traum vom Wohnen. Ratingen 2021.
- Museum Ratingen (Hrsg.): Evangelos Papadopoulos – FLOW. Ratingen 2021.